# 寧完我
寧完我（1593年—1665年），字公甫，號萬涵，遼陽（今属遼寧）人。清代漢軍正紅旗人，历官弘文院大學士、议政大臣、少傅兼太子太傅。敢言，好酒嗜賭、精通文史。谥文毅。

## 簡介
早年依附努尔哈赤，隸漢軍正紅旗，為薩哈廉家奴。因嗜酒赌博，為皇太極所不喜，天聰十年（1636年）二月，與人賭博，被貶為奴隸。清兵入關後，多爾袞重用寧完我，任修纂《明史》總裁。曾翻译《三國志》、《洪武寶訓》為滿文。
顺治十一年（1654年）三月初一日，疏劾大學士陳名夏“倡復冠服，塗改詔旨，結黨行私，循情納賄”，大罵陳是「狂吠之犬」，陳名夏被絞死。顺治十三年（1656年），加少傅兼太子太傅。十五年（1658年）退休。康熙四年（1665年）四月卒，谥文毅。